# Pirešica
Pirešica este o localitate din comuna Velenje, Slovenia, cu o populație de 150 de locuitori.